# Зникнення аптекарки
«Зникнення аптекарки» (англ. The Lost Apothecary) — дебютна книжка-бестселер New York Times Сари Пеннер.
Fox Broadcasting Company зніме за романом телевізійний драматичний серіал.

## Прийняття
На Book Marks оцінки від семи критиків: одна «захоплива», п’ять «позитивних» і одна «змішана».
«Зникнення аптекарки» є бестселером New York Times.
Перед виходом книжку було названо однією з найбільш очікуваних книг року за версією CNN HELLO!, Newsweek і O, The Oprah Magazine.
Після публікації книжка отримала позитивні відгуки від NPR, Booklist  і Library Journal, а також неоднозначну рецензію від Publishers Weekly. Reader's Digest, Good Housekeeping, і Cosmopolitan внесли її до своїх списків найкращих книжок року.
Наприкінці 2021 року її було номіновано на премію Goodreads Choice Award в категоріях історична белетристика та дебютний роман.

## Екранізація
Компанія Fox Broadcasting Company зніме за романом телевізійний драматичний серіал.

## Переклад українською
2022 року у видавництві «Artbooks» вийшов український переклад роману. Перекладачка — Альона Крупка. 